# Dechtárska hora
Dechtárska hora (1208 m) – szczyt w Niżnych Tatrach na Słowacji. Znajduje się w północnym grzbiecie Chabenca, tworzącym zachodnie ograniczenie Krížskiej doliny (Krížska dolina). Od położonego na północ w tym grzbiecie szczytu Hláčovo (1280 m) Dechtárska hora oddzielona jest dość głęboką przełęczą (ok. 1120 m). Biegnie przez nią leśna droga łącząca Krížską dolinę z położoną po wschodniej stronie tych szczytów doliną o nazwie Ľubeľska dolina.
Dechtárska hora jest porośnięta lasem świerkowym, ale w jej zachodnich stokach (w Krížskiej dolinie) są w nim liczne wyręby. Było tutaj 5 kopalni antymonitu. Na dnie Doliny Krzyskiej, u podnóży Dechtárskiej hory stoją zabudowania zakładu przetwarzającego tę rudę (Dechtárka). Obecnie kopalnie i zakład przetwarzania rudy są już nieczynne.
Dechtárska hora znajduje się poza szlakami turystycznymi, a także poza obrębem Parku Narodowego Niżne Tatry. Jest dobrze widoczna z czerwonego szlaku wiodącego główną granią Niżnych Tatr.